# Gilberto Guevara Niebla
 
Gilberto Ramón Guevara Niebla (Culiacán, Sinaloa, 1944) es un profesor, escritor y periodista mexicano. Experto en educación; su trabajo de investigación y reflexión sobre los problemas educativos de México ha tenido amplio impacto en la sociedad, en las escuelas y en la esfera pública. Participó en el Consejo Nacional de Huelga del movimiento estudiantil de 1968. Fue detenido en Tlatelolco, el 2 de octubre de ese año, juzgado y encarcelado hasta mayo de 1971. Al salir de prisión sufrió un breve exilio en Chile. Fue subsecretario de Educación Básica en la Secretaría de Educación Pública en 1992-1993 y 2018-2019. 

## Trayectoria
Guevara Niebla es Biólogo (1971) y Maestro en Ciencias (2014) por la Universidad Nacional Autónoma de México. Hizo estudios de doctorado en educación en el Instituto de Educación de la Universidad de Londres (1982-2000). También fue alumno en la École Pratique de Hautes Études en Sciences Sociales de Paris, Francia (1976-1978). 
Ha sido colaborador de periódicos y revistas nacionales, entre los cuales se encuentran La Crónica, El nacional, La Jornada, Uno más uno, El Universal, Nexos, Proceso, Educación 2001, Campus-Milenio, etc. Entre 1974 y 1984 fue profesor de tiempo completo de la UAM-Xochimilco. Fue subsecretario de educación básica de la Secretaría de Educación Pública en 1992-1993. Desde 1992 hasta 2013, con interrupciones, fue profesor de la UNAM, principalmente en el Colegio de Pedagogía. Fue director de la revista mensual de educación “Educación 2001” entre 1976 y 2013. Miembro de la Junta de Gobierno del Instituto Nacional para la Evaluación de la Educación de 2013 a 2018. Intervino en el debate sobre la reforma educativa de 2013 con el libro Poder para el maestro, poder para la escuela (2016). Fue, por segunda vez, subsecretario de educación básica entre 2018 y 2019. Actualmente es el titular de la Coordinación de Vinculación y Gestión Estratégica de la oficina del Secretario de Educación Pública.
Distinciones
- Doctorado honoris causa por la Universidad Autónoma de Coahuila (2010).
- Doctorado honoris causa por la Universidad Veracruzana (2010).
- Reconocimiento a la Trayectoria en Investigación y Aportación en el campo de la Educación por el Gobierno del Estado de Veracruz (2010).
- Reconocimiento al mérito educativo, por el Centro de Investigación y Estudios Avanzados de Veracruz (2008).
- Medalla al mérito universitario. Universidad Veracruzana. 12 de septiembre de 2005 (2005).
- Medalla de reconocimiento por 30 años de servicios en la UNAM (2003).
- Nombramiento de Profesor Distinguido otorgado por la Plataforma de Opinión y Expresión Normalista, A.C. (2003).
- Reconocimiento como miembro del Consejo en Beneficio de la Educación- CONAPASE (2001).
- Nombramiento de Maestro Distinguido de la República otorgado por la Plataforma de Opinión y Expresión Normalista, A.C. (2000).
- Socio Honorario de la Asociación Nacional de Egresados de la Escuela Normal Superior (1999).

- Cum laude vitam otorgado por la ANEENSM, A.C. (1998)

## Publicaciones
Ha publicado numerosos libros sobre temas educativos, políticos y culturales y centenares de artículos y ensayos en medios diversos. La publicación de su obra La catástrofe silenciosa (1992) señaló el tránsito de la etapa de la masificación escolar hacia la etapa de reconocimiento público de los bajos resultados de aprendizaje. Guevara Niebla dirigió la primera evaluación nacional de aprendizajes en las escuelas primaria y secundaria (México, un país de reprobados, 1991) y coordinó la primera evaluación comparada entre ciudades de Canadá, Estados Unidos y México sobre aprendizajes en alumnos de tercero de secundaria (América del Norte: evaluación del desempeño educativo en siete grandes ciudades, 1994). Estudió la enseñanza a través de módulos y desarrollo el marco conceptual para la reforma de planes de estudio de la UAM-Xochimilco (El desarrollo curricular, 1976). Realizó un diagnóstico integral del sistema educativo mediante encuestas cuyos resultados se publicaron en la revista Nexos bajo el título El malestar educativo (1992).

### Libros
- Poder para el maestro, poder para la escuela: la reforma educativa. Cal y Arena. 2016.
- La evaluación docente en el mundo (Coeditor) . Fondo de Cultura Económica. 2016.
- Las transformaciones del sistema educativo en México, 2013-2018 (Coeditor con Eduardo Backoff) . Fondo de Cultura Económica: Instituto Nacional Para la Evaluación de la Educación. 2015.
- Democracia y educación. Instituto Nacional Electoral. 2015.
- La reforma educativa (Editor) . Cal y Arena. 2013.
- La Catástrofe silenciosa (Coordinador). Fondo de Cultura Económica. 1992.
- Clásicos del Pensamiento Pedagógico Mexicano: Antología Histórica (Compilador) . Instituto Nacional de Estudios Históricos de las Revoluciones de México. 2011.
- 1968: Largo camino a la democracia. Editorial Cal y Arena. 2008.
- La libertad nunca se olvida. Memoria de 1968. Editorial Cal y Arena. 2004.
- Lecturas para maestros. Editorial Cal y Arena. 2002.
- La agenda educativa. Editorial Santillana. 1998.
- La rosa de los cambios. Breve historia de la Universidad Nacional Autónoma de México. Editorial Cal y Arena. 1990.
- La democracia en la calle.  Crónica del movimiento estudiantil mexicano. Editorial Siglo XXI. 1988.
- El saber y el poder. Universidad Autónoma de Sinaloa. 1983.
- Paulo Freire on Higher Education. A Dialogue at the National University of México (Coeditor con Escobar, Miguel y Alfredo ). New York State University. 1994.
- La educación y la cultura en el Tratado de Libre Comercio  (Coeditor con García Canclini, Néstor). Editorial Nueva Imagen. 1992.
- Introducción a la teoría de la educación (Coautor). Editorial Trillas; México. 1990.
- Universidad Nacional y Economía (Coordinador con Blanco José) . Editorial Porrúa y el CIIH, UNAM. 1990.
- Pensar el 68. (Editor) con Álvarez Garín, Raúl.  Editorial Cal y Arena, 1988.
- Las luchas estudiantiles en México (2 Volúmenes). (Compilador). Universidad Autónoma de Guerrero. 1986.
- La educación socialista en México. (Antología) Ediciones El Caballito. 1985.
- La crisis de la educación superior en México. (Compilador).  Nueva Imagen. 1981.
- Diseño Curricular. Universidad Metropolitana- Unidad Xochimilco. 1976.

1. Ediciones Cal y Arena. Gilberto Guevara Niebla. Consultado el 31 de enero de 2020.
2. Enciclopedia de la literatura en México. Gilberto Guevara Niebla. Consultado el 31 de enero de 2020.